# American Pie Présente : Campus en folie
Pour les articles homonymes, voir American Pie.
Série American Pie Présente
American Pie Présente : String Academy
(2006) American Pie Présente : Les Sex Commandements
(2009)
Pour plus de détails, voir Fiche technique et Distribution.
American Pie Présente : Campus en folie ou Folies de graduation Présente : La Confrérie Beta au Québec (American Pie Presents: Beta House) est un film américano-canadien d'Andrew Waller, sorti directement en vidéo en 2007.
Il s'agit du troisième volet de la série de films American Pie Présente après American Pie Présente : No Limit! et American Pie Présente : String Academy, dérivée de la série cinématographique American Pie. Il ne reprend pas les personnages des films précédents.

## Synopsis
Erik Stifler est enfin sorti d'East Great Falls, diplôme en poche. Mais il est de nouveau célibataire depuis que Tracy Starling, sa désormais ex-petite amie, sort de nouveau avec Trent Johnson. Il retrouve donc son cousin Dwight à la fac du Michigan en compagnie de son ami Mike « Cooze » Coozeman. Ryan Grimm, protagoniste de American Pie: String Academy n'ayant pas reçu son diplôme, s'est vu contraint de recommencer une année.
Avec quelques nouveaux compères, ils se voient présenter le tableau d'épreuves de la Confrérie Beta. Celui-ci comporte 50 épreuves qu'ils ont le devoir de remplir afin de se montrer dignes d'intégrer ladite confrérie. Ce qu'ils ignorent, c'est qu'une autre confrérie, celle des geeks, souhaite également régner sur la faculté. Leur leader, Edgar Willis, lance un défi aux Beta : faire revivre les jeux grecs interdits depuis 40 ans. Le vainqueur gagnera la maison de l'autre ainsi que sa charte. En d'autres termes, il règnera sur la faculté.
Mais si les geeks ont une stratégie propre, les Beta, eux, ont des relations. Et notamment un certain Noah Levenstein, qui fut lui aussi leader de la confrérie Beta il y a 40 ans, lors de la fameuse interdiction des jeux...

## Fiche technique
Sauf indication contraire, les informations mentionnées dans cette section peuvent être confirmées par la base de données cinématographiques IMDb,  présente dans la section « Liens externes ».
- Titre : American Pie : Campus en folie
- Titre original : American Pie Presents: Beta House
- Titre québécois : Folies de graduation : La Confrérie Beta
- Réalisation : Andrew Waller
- Scénario : Erik Lindsay, d'après les personnages créés par Adam Herz (en)
- Musique : Jeff Cardoni
- Direction artistique : Rebecca Steele
- Décors : Gordon Barnes et Mark Steel
- Costumes : Eydi Caines-Floyd
- Photographie : Gerald Packer
- Son : Mark A. Rozett, Kelly Vandever
- Montage : Rob Dean et Andrew Somers
- Production : W.K. Border

Coproduction : Erik Lindsay et Byron A. Martin
Production déléguée : Craig Perry et Warren Zide
- Sociétés de production[1] : Universal Pictures, Neo Art & Logic et Higher Learning Productions, avec la participation de Rogue Pictures
- Société de distribution (DVD)[1] : Universal Pictures Home Entertainment (UPHE)
- Budget : 10 millions$USD[réf. souhaitée]
- Pays de production :  Canada,  États-Unis
- Langue originale : anglais
- Format : couleur
- Genre : comédie
- Durée : 85 minutes
- Dates de sortie[2] :
  - Canada : 21 décembre 2007
  - France : 21 décembre 2007[3]
  - États-Unis : 26 décembre 2007
  - Belgique : 16 novembre 2012
- Classification[4] :
  - France : Tous publics
  - Canada (Manitoba) : Les personnes de moins de 18 ans doivent être accompagnées d'un adulte (18A - 18 Accompaniment).
  - Canada (Ontario) : Les personnes de moins de 18 ans doivent être accompagnées d'un adulte (18A - 18 Accompaniment).
  - Québec : 16 ans et plus (16+ / 16 years and over).
  - États-Unis : Interdit aux moins de 17 ans (R – Restricted)[Note 1].
  - Déconseillé aux moins de 12 ans à la télévision en France[réf. souhaitée]

## Distribution
- John White (V. F. : Tristan Petitgirard) : Erik Stifler
- Steve Talley (V. F. : Damien Boisseau) : Dwight Stifler
- Eugene Levy (V. F. :Jean-Loup Horwitz) : Noah Levenstein
- Nick Nicotera (V. F. : Stéphane Fourreau) : Bobby Martins
- Jake Siegel (V. F. : Jérémy Bardeau) : Mike « Cooze » Coozeman
- Tyrone Savage (V. F. : Yann Peira) : Edgar Wilis
- Christine Barger : Margie
- Jordan Prentice : Rock
- Jonathan Keltz (V. F. : Nessym Guetat) : Wesley Burton alias « M. Amnésie » (Mr Hangover en V.O .)
- Dan Petronijevic (V. F. : Raphaël Cohen) : Paul « Bull » Bilkins
- Jaclyn A. Smith (V. F. : Fily Keita) : Jill Thompson
- Angela Besharah : Irene Wright
- Christopher McDonald (V. F. : Bernard Métraux) : Harry Stifler
- Meghan Heffern (V. F. : Sandra Valentin) : Ashley
- Robbie Amell (V. F. : Charles Germain) : Nick Anderson
- Ashleigh Hubbard : Tiffany
- Sarah Power (V. F. : Olga Sokolow) : Denise

## Autour du film
- L'histoire se déroule 1 an après l'opus précédent.
- Ce film est la suite directe d'American Pie: String Academy, et reprend quelques personnages principaux du cinquième film : Eugene Levy, Steve Talley, John White et Jake Siegel reprennent les rôles qu'ils tenaient dans le film précédent.
- La scène de la « roulette grecque » fait référence à celle de la roulette russe dans Voyage au bout de l'enfer.
- La jeune femme vêtue comme une citoyenne grecque accompagnant Noah Levenstein au cours des jeux n'est autre que Jaclyn A. Smith, qui interprétait le rôle de Jill Thompson, la petite amie de Mike Coozeman dans American Pie: String Academy. Elle n'a toutefois que quelques répliques sur tout le film.
- À noter que le film peut, suivant les points de vue, se dérouler selon deux axes principaux. Le premier concerne les épreuves que les nouveaux arrivants à la fac - entre autres Erik et Cooze - doivent réussir afin d'intégrer la confrérie Beta, et le deuxième se concentrant sur les fameux jeux grecs interdits, opposant officiellement les maisons Beta et Geeks, mais pouvant néanmoins être interprétés comme un affrontement plus personnel entre leurs leaders respectifs, Dwight Stifler et Edgar Willis.
- Au moment où ils arrosent les poitrines des filles avec des bombes à eaux, Stifler dit « J'adore l'odeur des nibards humides au petit matin ». Cette phrase est une parodie de « J'adore l'odeur du napalm au petit matin », tirée d'Apocalypse Now.